# Antony Benshoof
Antony Lee Benshoof –conocido como Tony Benshoof– (Saint Paul, 7 de julio de 1975) es un deportista estadounidense que compitió en luge en la modalidad individual.
Ganó tres medallas en el Campeonato Mundial de Luge entre los años 2001 y 2005. Participó en tres Juegos Olímpicos de Invierno, entre los años 2002 y 2010, ocupando el cuarto lugar en Turín 2006 y el octavo en Vancouver 2010.

## Palmarés internacional
| Campeonato Mundial | Campeonato Mundial         | Campeonato Mundial | Campeonato Mundial |
| Año                | Lugar                      | Medalla            | Prueba             |
| ------------------ | -------------------------- | ------------------ | ------------------ |
| 2001               | Calgary (Canadá)           | Medalla de bronce  | Equipo             |
| 2004               | Nagano (Japón)             | Medalla de plata   | Equipo             |
| 2005               | Park City (Estados Unidos) | Medalla de plata   | Equipo             |